# .na
.na је највиши Интернет домен државних кодова (ccTLD) за Намибију.